# 石巻ゆうすけ
石巻 ゆうすけ（いしまき ゆうすけ、1962年9月24日 - ）は、関西テレビ放送の元アナウンサー、関西テレビ青少年育成事業団事務局長。

## 来歴・人物
「石巻ゆうすけ」は本名で、なぜ名前が平仮名表記の「ゆうすけ」になったのかについては、親が出生届を提出するため役所を訪れた際、本来は「悠輔」にするつもりだったが、当時は「悠」が常用漢字ではなかったため認められず（※現在は常用漢字として認められており、名前に使うことは可能）、仕方なく平仮名の「ゆうすけ」で提出したことによる(以前、Youtube「カンテレchannel」の自己紹介にていきさつを語っていた)。
東京都立九段高等学校を経て、日本大学芸術学部を卒業して入社以来、プロ野球（ - 2004年）・競馬などのスポーツ実況を担当。1996年のオリックスブルーウェーブのパ・リーグ優勝決定試合（9月23日、対日本ハムファイターズ戦。延長10回裏にイチローのサヨナラヒットで前年に続いての連覇を達成）の実況を担当。
スポーツ中継、特に競馬は業務命令で始めた事を過去に『DREAM競馬』の公式プロフィールで明らかにしている（現在は番組リニューアルに伴いアナウンサーのプロフィールは削除された）。競馬実況は山本浩之とともにサブとして始めたが、最初は山本と同じく、杉本清や馬場鉄志に次いでの起用であった。
GIレースの実況は21世紀に入ってから本格的に始めており、2012年までは年に3レースを担当していた。
- 2003年の秋華賞では、スティルインラブの牝馬三冠達成の瞬間を伝え、先輩でもある馬場鉄志より先に「三冠達成実況アナ」の称号を得た。さらに2010年の秋華賞でもアパパネの牝馬三冠達成の瞬間を伝え、自身にとって2度目の三冠達成実況を担当した。
- 2006年の宝塚記念では、ディープインパクト5冠達成、2012年の宝塚記念では、前年の3歳4冠馬（クラシック3冠、有馬記念）で年度代表馬のオルフェーヴルの5冠達成、2013年の宝塚記念では前年の年度代表馬（牝馬三冠、ジャパンカップを制覇）・ジェンティルドンナ、前年のクラシック2冠（皐月賞、菊花賞）と有馬記念を制したゴールドシップ、この年の天皇賞・春を制したフェノーメノの3強が揃う中で、ゴールドシップの勝利（通算GI4勝目）を伝えた（宝塚記念の実況はこの年が最後となり、翌年は後輩の大橋雄介、翌々年は川島壮雄が担当している）。
- 2006年には、『サタうま!』でアラブ首長国連邦・ドバイワールドカップミーティング各レース、イギリス・キングジョージ6世&クイーンエリザベスステークスなどの海外のビッグレースの吹き替え実況を行っている。
- 関東で大きなレースがある場合は現地出張することもあった。

競馬や野球以外に大阪国際女子マラソンなどにも関わっていたが、2005年以降は競馬以外のスポーツからほとんど引退した。理由は、局内の事情で報道業務も行うことになった事による。
2014年6月23日より関西テレビアナウンス部長を務めた。アナウンス部長に就いたことにより競馬中継からも退いた。
座右の銘は、系列局スポーツアナの先輩・浅見博幸（元仙台放送）から頂戴した「一日一ギャグ」。
2018年6月限りでアナウンス部長を大橋雄介にバトンタッチし、自身はアナウンス部から離任することとなった。

## 過去の出演番組
- 各種スポーツ中継（以下は主なもの）
  - 関西テレビが中継にかかわるゴルフ大会
  - 大阪国際女子マラソン
  - enjoy! Baseball
  - プロ野球ニュース
  - すぽると!
  - KEIBA BEAT[3]
    - 2011年からは職場の立場上実況に専念し、そうでないときは放送スタジオ常駐となった。
- FNNスーパーニュースアンカー（月曜日、ナレーション）
- 月刊カンテレ批評
- カンテレNEWS（主に『ユアタイム』木曜深夜ローカル枠を担当）
- カンテレ通信

### 主な実況歴
国内GI
2010年に干支一回り先輩の馬場鉄志が当時は60歳だった定年を迎えて以降、関西テレビではGI実況のシステムを見直し、年功序列制から適性等を考慮した役割分担制に移行した。石巻はアナウンス副部長という立場もあり、フジテレビの例に倣い、グランプリや格のより高いレースを受け持つことになった。大橋雄介はマイル路線、岡安譲は中長距離路線に移行。なお、定年は2010年代後半に65歳に引き上げられている。
- 宝塚記念（2005年 - 2013年）／杉本より引き継ぎ。
- 秋華賞（1997年、2001年 - 2006年、2010年 - 2011年）／馬場より引き継ぎ。中断期間中は大橋と岡安が担当
- マイルチャンピオンシップ（2012年）
- ジャパンカップダート（2010年、2012年）／馬場より引き継ぎ。2011年は大橋が担当
- 阪神ジュベナイルフィリーズ（2001年 - 2004年、2007年 - 2009年、2011年）／馬場より引き継ぎ。中断期間中は大橋が担当

フジテレビでは、社内で地位が上となった競馬アナウンサーは年末のグランプリレース・有馬記念を実況することになっており、2017年時点では青嶋達也がこれに該当する。宝塚記念は上半期のグランプリレースとして位置づけられており、ジャパンカップダート（2014年よりチャンピオンズカップに名称変更し、中京競馬場に開催場移転）は日本を代表するダートの国際競走として賞金が日本のダートレースで最も高い。
海外GI
- キングジョージ6世&クイーンエリザベスステークス（2006年）

その他（GII・GIII）
- 金杯（西）→京都金杯（1993年、1995年、1996年、1998年 - 2004年）
- シンザン記念（1997年、1999年、2001年 - 2004年）
- 平安ステークス（1996年 - 1998年、2000年 - 2002年、2004年、2008年）
- 日経新春杯（2004年、2005年、2008年）
- 京都牝馬特別→京都牝馬ステークス（2005年 - 2007年、2011年）
- きさらぎ賞（1999年、2003年、2005年）
- 京都記念（2001年、2002年）
- シルクロードステークス（2006年 - 2008年）
- マイラーズカップ（2000年 - 2002年、2004年）
- アーリントンカップ（1998年 - 2002年、2004年）
- 4歳牝馬特別（西）（1997年）
- 毎日杯（1998年 - 2004年）
- チューリップ賞（1995年）
- アンタレスステークス（2006年、2007年）
- 阪急杯（1999年 - 2002年、2004年、2007年）
- 京都4歳特別（1998年）
- スワンステークス（1994年 - 2004年）
- 鳴尾記念（1994年 - 1996年、2002年、2004年、2005年）
- マーメイドステークス（1997年、2001年 - 2004年）
- 朝日チャレンジカップ（2000年 - 2004年）
- 関西テレビ放送賞ローズステークス（1998年 - 2005年、2007年、2010年 ‐ 2011年）
- サファイヤステークス（1995年）
- セントウルステークス（1997年、2009年）
- 京都大賞典（1998年）
- ファンタジーステークス（2004年、2007年、2008年）
- デイリー杯3歳ステークス→デイリー杯2歳ステークス（1992年、1994年、1995年、1998年 - 2003年）
- 京阪杯（1994年、1996年、1997年、1999年 - 2003年）
- 阪神牝馬特別→阪神牝馬ステークス（1997年 - 2001年、2003年 - 2005年）
- 阪神カップ（2007年）

## 関連人物
- 松本暢章
- 杉本清
- 馬場鉄志
- 山本浩之
- 大橋雄介
- 岡安譲
- 吉原功兼
- 宮川一朗太
- 大坪元雄
- 細江純子
- 柳沼淳子